# Epitoquia
Cambios morfológicos y estructurales asociados a la reproducción sexual de algunos Poliquetos (latín Polychaeta). En las familias de syllidae, nereidae y eunicidae.
Se produce hipertrofia en los ojos y aplanamiento de los parápodos y quetas, que adoptan forma de placas para la natación, permitiendo una mayor movilidad.
La epitoquia puede afectar a una zona concreta del cuerpo, que se llamará zona epítoca y el resto del cuerpo, sin modificaciones, se llamará zona átoca. En este caso, los metámeros portadores de gametos serán los más afectados. 
Cuando la epitoquia afecta a todo el animal, se le llama animal epítoco. 
En época reproductora, la zona epítoca junto con las gónadas se separa del cuerpo y migra a la superficie marina. 
La zona átoca permanece en el fondo marino continuando con los procesos vitales normales. Si el animal es epítoco, sube entero.

La epitoquia está asociada a otro fenómeno llamado enjambramiento, por el cual se sincroniza la diferenciación de las gónadas de distintos individuos en el momento justo de la reproducción. Así, los gametos de la zona epítoca (o del animal epítoco), son liberados simultáneamente a la superficie marina, aumentando las posibilidades de fecundación cruzada y por tanto, de variabilidad.